# Nicola Bryant
Pour les articles homonymes, voir Bryant.
Nicola Bryant, née le 11 octobre 1960,, est une actrice anglaise, principalement connue pour jouer dans la série de science-fiction Doctor Who, interprétant la compagne du Docteur, Perpugilliam « Peri » Brown.

## Biographie

### Débuts
Nicola est la fille de Sheila et Denis Bryant, elle a grandi dans un village du Surrey, près de Guildford. Elle a commencé à apprendre la danse à l'âge de trois ans, ainsi que le piano. À l'âge de dix ans elle a commencé à auditionner pour des écoles de danse, mais elle n'a pas pu prendre les places qui lui étaient offertes à cause de son asthme. Découragée par ce problème, elle s'est engagée dans une troupe d'acteurs amateurs locaux. En quittant l'école, elle a auditionné pour toutes les écoles d'art dramatique de Londres et est finalement entrée à la Webber Douglas Academy of Dramatic Art. Dans sa dernière année dans cette école, elle a joué le rôle de Nanette dans une production de la comédie musicale No, No, Nanette.

### Doctor Who
Son premier rôle professionnel fut celui de Peri Brown dans la série de science fiction Doctor Who. Elle a interprété le rôle de 1984 à 1986, d'abord avec Peter Davison durant les épisodes « Planet of Fire » et « The Caves of Androzani » puis avec Colin Baker dans le rôle du Docteur à partir de l'épisode « The Twin Dilemma ». Le personnage de Peri, fit  lever quelques sourcils parmi les téléspectateurs notamment par ses tenues courtes et la façon dont elle se retrouvait toujours sous un angle affriolant. Le producteur de la série, John Nathan-Turner admit plus tard (dans son livre Doctor Who: The Companions and elsewhere) que son intention était d'insuffler du sex-appeal dans la série vieillissante en engageant une jeune actrice qui était souvent vue portant des tenues révélatrices pendant ses aventures. Son personnage était américain et pendant un moment les promoteurs de la série firent croire que Bryant était elle-même américaine, ce que Bryant avait d'ailleurs affirmé lors d'interviews de presse quand elle avait obtenu le rôle, gardant un accent américain qu'elle tenait de son mari. Pendant sa dernière saison dans Docteur Who, il fut permis à l'actrice de s'habiller de façon moins découverte.
Après son rôle dans Doctor Who, Bryant passa neuf mois au Savoy Theatre en jouant dans le thriller Killing Jessica avec Patrick Macnee, sous la direction de Bryan Forbes. Elle joua d'autres rôles à la télévision, y compris un rôle dans Blackadder's Christmas Carol en 1988. Au cours de la première partie des années 1990, elle a été la vedette avec Colin Baker d'une série diffusée directement en vidéo de films de science-fiction intitulée The Stranger pour BBV, bien que les premiers films de la série n'aient été guère davantage que des épisodes de Doctor Who maquillés. Elle est aussi apparue avec Baker, Davison, Sylvester McCoy et Jon Pertwee dans une autre production BBV, The Airzone Solution qui s'est fait remarquer par le fait qu'elle inclut une scène romantique entre Baker et Bryant.
Bryant a repris son rôle de Peri dans plusieurs pièces audio diffusées sur CD de la série Doctor Who diffusée par Big Finish Productions. Elle est apparue à la fois aux côtés de Peter Davison et de Colin Baker dans ces histoires. Elle a aussi dirigé UNIT: The Wasting et Judge Dredd: 99 Code Red!.